# Skinnskatteberg (stacja kolejowa)
Skinnskatteberg (szwedzki: Skinnskattebergs station) – stacja kolejowa w Skinnskatteberg, w regionie Västmanland, w Szwecji. Stacja znajduje się na Godsstråket genom Bergslagen.
Budynek stacji został zaprojektowany przez głównego architekta SJ Folke Zettervall. Budynek ma znaczenie historyczne i objęty jest nadzorem konserwatorskim. 
Stacja została otwarta 1900 roku wraz z linią między Frövi i Krylbo.

## Linie kolejowe
- Godsstråket genom Bergslagen